# Gerda Wegener

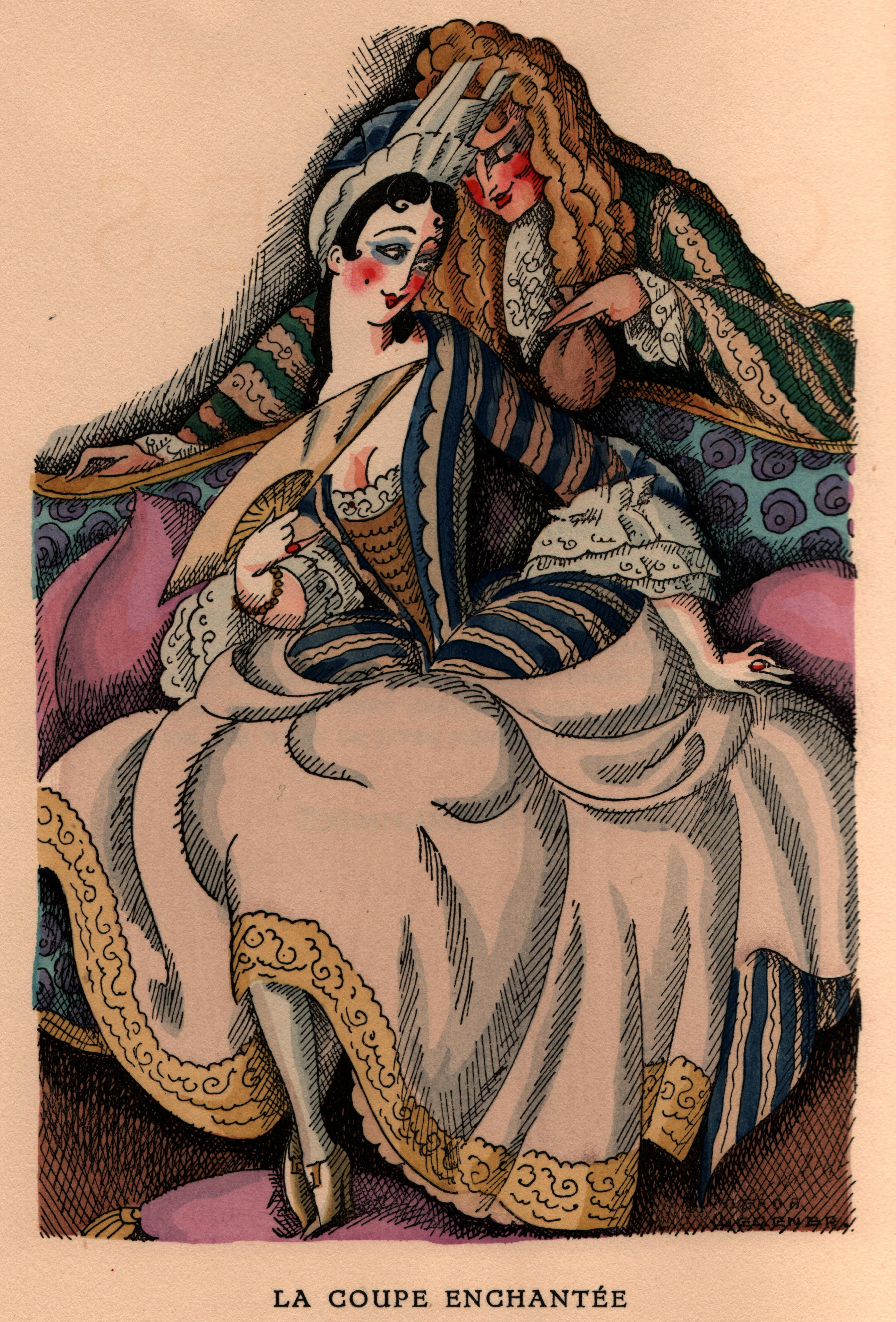
Frontispice van Contes de La Fontaine (1928)

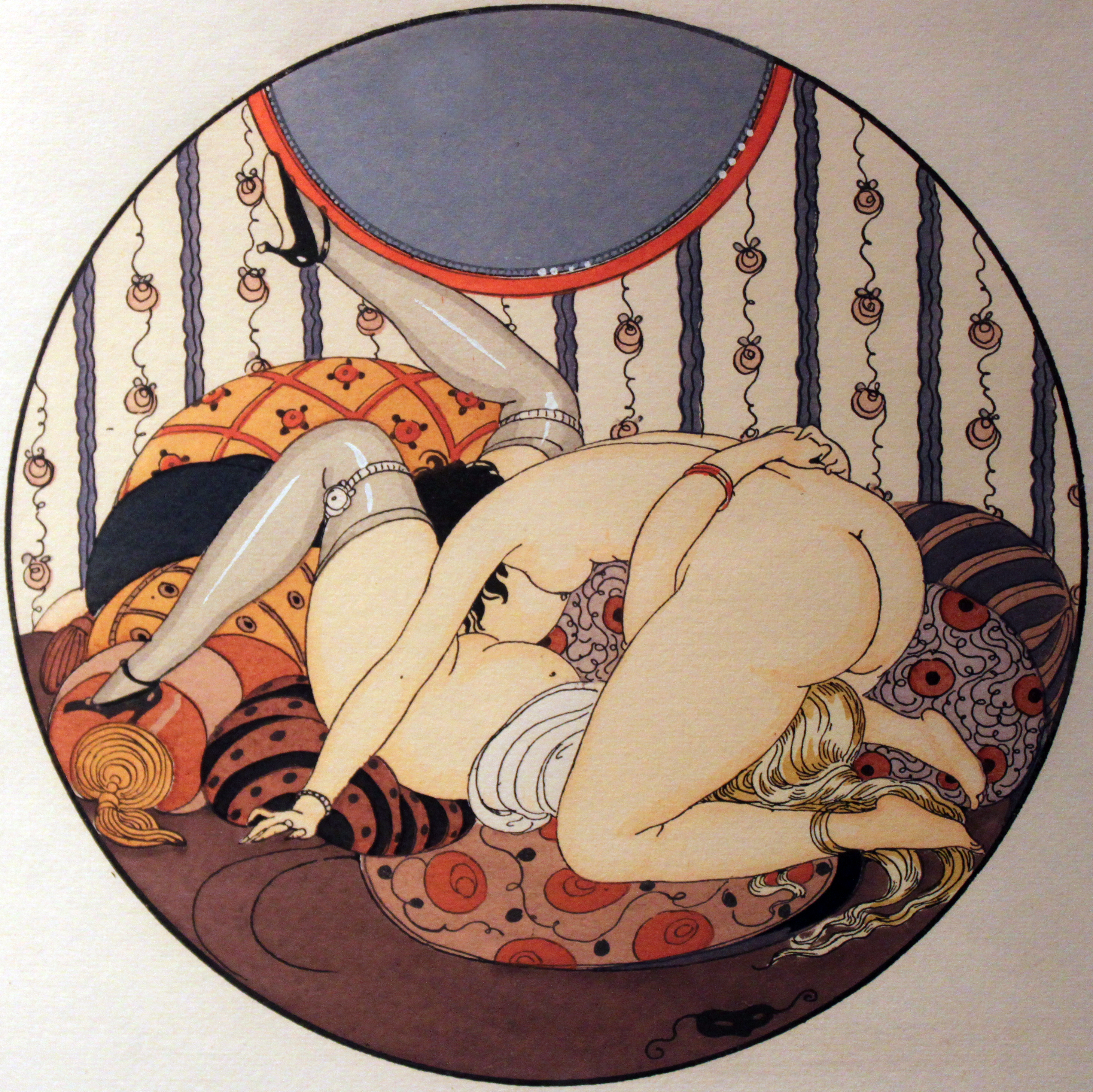
Prent uit de serie Les Délassements d'Eros (1925, Beate Uhse Erotik-Museum in Berlijn)

Gerda Wegener, geboren als Gerda Marie Frederikke Gottlieb (Hammelev, 15 maart 1886 – Frederiksberg, 28 juli 1940), was een Deense grafisch ontwerpster, tekenares, schilderes en illustratrice die werkte in de stijl van de art nouveau. Ze staat bekend om haar fijn gestileerde (soms erotische) prenten. Zij had succes in Parijs, maar overleed relatief onbekend in Denemarken.

## Levensloop
Gerda Gottlieb werd op 15 maart 1886 geboren in Hammelev en werd de enige van vier die de kindertijd overleefde. Haar vader Emil was luthers predikant en stamde af van Hugenoten die in de 18e eeuw van Frankrijk naar Denemarken waren gevlucht. Gerda kon goed tekenen en werd hierin opgeleid. Het gezin verhuisde naar Hobro en Gerda vervolmaakte zich later in Kopenhagen aan de Koninklijke Deense Kunstacademie.
In 1904 trouwde Gerda met Einar Wegener, een gevierd landschapsschilder die ze had leren kennen op de academie. In 1912 trokken ze samen naar Parijs, waar een gespannen, pre-oorlogse sfeer heerste. Het was een periode van uitersten: ontreddering en losbandigheid. Het was de tijd van Sturm und Drang, avant-garde, Cabaret Voltaire (Zürich), dadaïsme en surrealisme. Ze verkeerden in de roes van het decadente Parijse kunstenaarsmilieu tussen art nouveau en art deco. Zij leefden in het modieuze Eiffelkwartier in Parijs. In hun zomerverblijf aan de Loire ontvingen zij de vrijgevochten vertegenwoordigers van de internationale artistieke wereld. Gerda exposeerde regelmatig in de 'Ole Haslunds Gallery' in Kopenhagen. 
Haar man, Einar Wegener, poseerde vaak voor haar portretten in vrouwenkleding en kwam zo achter haar identiteit als transvrouw. Zij begon zichzelf Lili Elbe te noemen (ook wel gespeld als Lille of Lillie en ook wel genaamd Lilian of Lillian) en werd in die hoedanigheid voorgesteld als Einar's zus. Zij was het favoriete model van Gerda vanwege haar geringe borsten, die destijds in de kunst in de mode waren. In 1930 onderging ze als een van de eerste ter wereld enkele transseksuele operaties (en overleed in 1931, vermoedelijk door een longembolie na haar vijfde operatie). In 1930 verklaarde koning Christiaan X van Denemarken het huwelijk tussen Gerda en Einar/Lili ongeldig.
In 1931 hertrouwde Gerda Wegener met (Fer)Nando Porta, een hoge officier bij de Italiaanse Luchtmacht, tevens diplomaat, met wie Gerda in Marokko ging wonen, maar van wie zij in 1936 zou scheiden. In Marokko kon ze bij hem onvoldoende tot haar recht komen op artistiek gebied.
In 1938 keerde ze terug naar Denemarken. In 1939 hield ze er haar laatste tentoonstelling, maar het werd geen succes omdat haar werk uit de mode was geraakt. Ze hield zich in leven met de verkoop van door haar geschilderde ansichtkaarten. In 1940, kort na de inval van Nazi-Duitsland, overleed ze op 54-jarige leeftijd in armoede en eenzaamheid.

## Werk
Orgieën, decadentie, extravagante, bizarre en biseksuele verhoudingen, zij ging weinig uit de weg in haar persoonlijke leven en de artistieke verwerking daarvan. Wegener werd populair met haar fijnbelijnde, soms erotische jugendstilprenten, waarvan de composities evenwichtig zijn en waarin de arabesk voortdurend herkenbaar is. Hoewel de onderwerpen weleens gewaagd zijn in erotische zin, bleef haar werk kunstzinnig.
Zij was productief, schilderde op linnen, maakte portretten, aquarellen en gaf genummerde litho’s uit. Zij was illustratrice voor vooraanstaande Franse bladen, zoals de Vogue, La Vie Parisienne, Fantasio, de Rire en La Baîonnette, en van boeken waaronder Le Livre des Vikings d'après les anciennes Sagas (Charles Guyot, 1924), Une Aventure d'Amour à Venise (Giacomo Casanova, 1927), Les Contes de La Fontaine (Jean de La Fontaine, 1928-1929), Eric Allatini's Contes de mon Père le Jars (1929) en Sur Talons rouges (1929) en in 1934 Théophile Gautier's Fortunio.
Gerda Wegener wordt internationaal gezien als een belangrijke vrouwelijke kunstenaar en als representatief voor de kunststroming art nouveau of jugendstil. In het Centre Georges Pompidou in Parijs bevindt zich het schilderij La dame à l’anémone. In Kopenhagen heeft het Erotisch Museum een kunstwerk van Wegener in de collectie. Bekende werken zijn Les femmes fatales (1933), Portrait of Lillian (Lauritzen) (misschien een ander pseudoniem voor het vrouwelijke alter ego van Einar) (1924) en Air de Capri (1923).

## Populaire cultuur
In 2000 publiceerde David Ebershoff de roman The Danish Girl over het leven van Lili Elbe en haar verhouding met Gerda Wegener. Het boek werd in 2015 verfilmd als The Danish Girl. Boek noch film behandelen Wegeners seksualiteit noch het einde van hun relatie.
In de film wordt de intensiteit van het leven tussen deze twee kunstenaars en de ontwikkelingen van de inwendige strijd die zij voeren met het ontdekken en omgaan van de transseksualiteit van Wegener duidelijk weergegeven. 
- Biblioteca Nacional de España: XX5831505
- Bibliothèque nationale de France: cb14942139w (data)
- Catàleg d'autoritats de noms i títols de Catalunya: 981061121380906706
- Gemeinsame Normdatei: 122510836
- International Standard Name Identifier: 0000 0001 1573 7265
- Library of Congress Control Number: no00097148
- Bibliotheek van het Japanse parlement: 001230849
- Nationale Bibliotheek van Tsjechië: jx20110216031
- Nederlandse Thesaurus van Auteursnamen: 423332112
- Réseau des bibliothèques de Suisse occidentale: 02-A003962743
- RKD-Nederlands Instituut voor Kunstgeschiedenis: 83299
- Istituto Centrale per il Catalogo Unico: PALV040040
- SNAC: w63f72z8
- Système universitaire de documentation: 189787465
- Union List of Artist Names: 500010464
- Virtual International Authority File: 69198913
- WorldCat: E39PBJp4YVHcDTRpkTTYhvWVYP